# Vrije Evangelische Gemeenten
De Vrije Evangelische Gemeenten (VEG) behoren tot de bredere bedding van het protestantisme. De gemeentevorm is congregationalistisch. De plaatselijke gemeente is zelfstandig en er is geen synode of synodale gezagsstructuur. De ambtsstructuur is presbyteriaal. Men vindt er de ambten van ouderling en diaken zoals in de andere protestantse kerken uit de calvinistische traditie. Veel gemeenten werken samen in een overkoepelende organisatie. Daarnaast zijn er op lokaal en bovenlokaal niveau samenwerkingsverbanden met andere kerken.
In de Vrije Evangelische Gemeenten zijn invloeden terug te vinden uit het negentiende-eeuwse Réveil; de opwekkingsbeweging van Brighton (Brighton convention, 29 mei - 7 juni 1875) van de Amerikaanse evangelisten Dwight L. Moody, Ira David Sankey en Robert Pearsall Smith, aanvoerder van de Holiness movement en de Higher Life movement (heiligingsbewegingen van de methodisten in de VS en Groot-Brittannië); de maranathabeweging; en het recentere evangelicalisme. In sommige gemeenten zijn ook invloeden terug te vinden uit de Liturgische beweging, zoals blijkt uit het gebruik van de paaskaars en het volgen van het lezingenrooster van de Raad van Kerken.
De Vrije Evangelische Gemeenten kennen twee overkoepelende organen, namelijk de Bond van Vrije Evangelische Gemeenten in Nederland en de Federatie van Vrije Evangelische Gemeenten. De verschillende gemeenten zijn grotendeels aangesloten bij een van beide organen.

## Geschiedenis van de Bond

Ontstaan van de verschillende kerkelijke stromingen in Nederland

Halverwege de negentiende eeuw ontstonden enkele gemeenten, die naast de Nederlandse Hervormde Kerk en de gemeenten uit de Afscheiding van 1834 een eigen plaats innamen op de kerkelijke kaart van Nederland. Elke gemeente droeg een eigen naam (de naam Vrije Evangelische Gemeenten is pas later als gezamenlijke naam aangenomen), maar kenmerkend was dat zij zelfstandig waren, zich niet aan de belijdenisgeschriften als acte van overeenkomst bonden, en veel ruimte boden voor de inzet van mannen en vrouwen in de gemeenten. De Vrije Evangelische Gemeenten zijn in de negentiende eeuw voortgekomen uit het werk van drie predikanten en hun leerlingen: Jan de Liefde (1814-1869), Hermanus Willem Witteveen (1815-1884) en Huibert Jacobus Budding (1810-1870).

### Ds. De Liefde
In Amsterdam stichtte de voormalige doopsgezinde predikant Jan de Liefde in 1856 een vrije evangelische gemeente. Hij wilde daarmee een nieuwe impuls geven aan het christelijke leven in Nederland, omdat hij in de Nederlandse Hervormde Kerk geen ruimte zag voor de verwezenlijking van zijn idealen, ook al had hij door contacten met het Réveil veel vrienden in die kerk, zoals Guillaume Groen van Prinsterer (1801-1876) en Isaäc da Costa (1798-1860). De Liefde was ook op andere terreinen actief in Amsterdam. Hij publiceerde veel en stichtte de vereniging Tot Heil des Volks. Daarnaast leidde hij evangelisten op, die overal in het land gingen werken en vrije gemeenten stichtten.

### Ds. Witteveen
In 1859 ontstond te Ermelo een vrije zendingsgemeente onder leiding van ds. Hermanus Willem Witteveen. De aanleiding vormde een conflict over de invulling van het godsdienstonderwijs, dat volgens de overheid neutraal moest zijn. Witteveen was niet van plan geweest om een vrije gemeente te stichten, maar toen hij door het Provinciaal Kerkbestuur van Gelderland uit zijn ambt werd gezet, bleef hem geen andere keuze. Evenals De Liefde sloot ook Witteveen zich niet aan bij de afgescheiden gemeenten en verwierp hij een binding aan de belijdenisgeschriften. Naar het voorbeeld van de Evangelische Broedergemeente te Zeist en onder invloed van het Réveil ontwikkelde Witteveen veel missionaire activiteiten en stichtte in Ermelo diverse opvanghuizen, zoals ook anderen uit het Réveil deden. De zendingsgemeente te Ermelo werd de bakermat van de latere Bond van Vrije Evangelische Gemeenten. Witteveens leerlingen trokken er als evangelisten op uit en stichtten nieuwe gemeenten (al was men dat aanvankelijk niet van plan geweest). Door de jaarlijkse zendingsfeesten die Witteveen organiseerde, groeide de behoefte aan meer onderlinge samenwerking.

### Ds. Budding
In Zeeland verliep het ontstaan van de Vrije Evangelische Gemeenten weer anders en speelde de persoon van ds. H.J. Budding een grote rol. Budding die hervormd predikant was in Biggekerke, raakte al snel betrokken bij de Afscheiding en werd als geen ander de centrale figuur van deze beweging in Zeeland. In een latere fase van zijn leven maakte hij zich echter los van de Afscheiding. Zo verwierp hij bijvoorbeeld de drie-eenheidsleer en de strakke binding aan de belijdenisgeschriften. In zijn gemeente te Goes, ontstaan in 1840 als oud-gereformeerde afsplitsing van de Afscheiding, voerde hij de wekelijkse avondmaalviering in en hoewel hij zeer polemisch kon zijn, verlangde hij steeds meer naar een gemeente die met andere christenen samen getuigde van het verlossende werk van Christus, in liefde en eenvoud. Door zijn (nieuwe) prediking ontstonden enkele vrije gemeenten in Zeeland, die na zijn dood zelfstandig werden.

### Ontstaan van de Bond
Vooral voorgangers en evangelisten uit de kring van Ermelo en Goes ontmoetten elkaar vanaf ca. 1865, ook al waren er soms ook diepgaande verschillen. Budding moest bijvoorbeeld niets hebben van de prediking van het duizendjarig rijk van de leerlingen van Witteveen (chiliasme), maar het ideaal van de vrije, zelfstandige gemeenten had zijn sympathie. Ook met leerlingen van Jan de Liefde waren er contacten, maar anders dan De Liefde, waren zij voorstander van de doop op geloof. De Liefde had deze opvatting aanvankelijk ook aangehangen, maar was later van mening veranderd. Hij meende dat de doop een herinneringsdoop was, een in de kerk ontstaan gebruik als herinnering aan de oorspronkelijke doop van de eerste christenen. Daarom mocht er noch aan de kinderdoop, noch aan de volwassenendoop absolute waarde worden toegekend.
De verschillen in doopopvatting leidden ertoe dat de leerlingen van De Liefde geen toenadering zochten tot de evangelisten uit de kring van Witteveen. In deze kring werd het initiatief genomen tot de oprichting van de Bond (1879), maar in 1881 vond zij niet plaats in Ermelo, maar in Franeker. Witteveen had zich namelijk in die tussentijd terugtrokken. Zijn huiver voor een nieuwe 'kerk' en zijn contacten met Hervormden, die financieel voor hem onmisbaar waren, hebben hem waarschijnlijk tot deze stap gebracht.
De Bond begon met slechts vijf gemeenten. De broers Arend Mooij (1832-1915) en Marinus Mooij (1850-1918), die leerlingen van Witteveen waren en met hem de eerste Beginselen hadden geschreven, waren de drijvende kracht, naast ds. Johannes Gesinus Smitt (1845-1908), die afkomstig was uit de Christelijk Gereformeerde Kerk en in Amsterdam leiding gaf aan de grootste gemeente in de Bond met meer dan duizend leden.

De start van de Bond was dus weinig representatief voor het geheel van de vrije gemeenten in Nederland: de gemeenten van Budding ontbraken, evenals de gemeenten van De Liefde en Ermelo.
Een invloed op de jonge Bond is te vinden in de zogenaamde Brightonbeweging, een heiligingsbeweging, die in de jaren 70 van de 19e eeuw een korte bloei heeft gekend. Smitt was actief in deze beweging en ook de gebroeders Mooij waren erbij betrokken. Problemen ontstonden vooral toen ds. D.P.M. Huet (1827-1895), die de centrale figuur in de Brightonbeweging in Nederland was, zich sedert 1885 met het zogenaamde christelijk spiritisme ging bezighouden. Smitt en de gebroeders Mooij verlieten toen deze beweging.

De Brightonbeweging had inmiddels wel door de diverse conferenties die gehouden werden, een basis gelegd voor contacten tussen verschillende voorgangers en gaf een impuls aan de Bond, die geleidelijk groeide. De Liefde en Budding maakten deze ontwikkeling niet meer mee, want zij stierven voordat deze opwekkingsbeweging op het toneel verscheen. Alleen Witteveen leerde de Brightonbeweging kennen door zijn leerlingen, maar hield zich afzijdig.

### Externe verbanden en institutionalisering
In 1892 sloot de Bond zich aan bij de International Congregational Council (de voorloper van de latere WARC vanaf juni 2010 World Communion of Reformed Churches (WCRC) geheten), maar de contacten werden vanuit Nederland niet bijgehouden en verwaterden allengs. Na 1905 was er in de kring van de Vrije Evangelische Gemeenten invloed van Johannes de Heer (1866-1961) en werd de maranatha-boodschap een belangrijk kenmerk van de prediking. Er vond gaandeweg ook een vorm van institutionalisering plaats. Er werd een belijdenisgeschrift geschreven, hoewel M. Mooij zich daartegen verzette op grond van de oorsprong en de beginselen van de Vrije Evangelische Gemeenten. Er ontstonden diverse evangelisatie- en zendingsactiviteiten die tot gezamenlijke Bondsactiviteit uitgroeiden (de Samosir Zending) en in 1927 werd een eigen opleidingsschool gesticht. Na de Tweede Wereldoorlog vonden nieuwe ontwikkelingen plaats. De Bond was in 1948 medeoprichter van de Wereldraad van Kerken, maar trok zich een jaar later weer terug. Deze situatie was tekenend voor de verschillen van inzicht in de Bond over de oecumene. Deze verschillen zouden jarenlang doorwerken. Rond 1980 werd door drs. G. Siebert (1942-1990) een breed opgezet onderzoek verricht naar het missionaire functioneren van de Bond en zijn gemeenten tegen de achtergrond van de oorspronkelijke idealen en de ontwikkelingen in andere kerken en de wereld. Er werden in diezelfde tijd overeenkomsten gesloten met de Nederlandse Hervormde Kerk en de Gereformeerde Kerken in Nederland, omdat men erkende dat er geen wezenlijke verschillen in het belijden waren.

### Afsplitsing en ontstaan van de Federatie
Een aantal gemeenten voelde zich vervreemd door deze ontwikkelingen en besloot zich los te maken van de Bond. In feite was er sprake van een geleidelijke afsplitsing, omdat deze gemeenten zich niet gezamenlijk en in een keer uit de Bond terugtrokken. Zij stichtten later de Federatie van Vrije Evangelische Gemeenten. Vanaf het einde van de jaren zeventig van de twintigste eeuw hebben zich ongeveer tien gemeenten losgemaakt van de Bond van Vrije Evangelische Gemeenten. Eerst vormden zij nog een 'verontruste' groep binnen deze vereniging, maar gedurende de jaren tachtig verlieten zij de Bond. Later, in 2012 en 2013, hebben opnieuw enkele gemeenten de Bond verlaten. In de jaren negentig heeft een groot deel van de afgescheiden gemeenten zich verenigd in de Federatie van Vrije Evangelische Gemeenten (opgericht: 15 januari 1994).

## Recente ontwikkelingen
In 2006 vierde de Bond zijn 125-jarig bestaan in Ermelo. Een deel van de plechtigheden vond plaats in de (protestantse) zendingskerk en op het zendingskerkhof, waar ds. Witteveen, A. Mooij, M. Mooij en andere vrije evangelische voorgangers begraven liggen.

Gezien de oorsprong van de Bond is er verwantschap met de bredere stroom van het protestantisme en de Protestantse Kerk in Nederland.
De predikanten in de Bond worden sinds 1970 op universitair niveau opgeleid. In 2007 is besloten tot samenwerking met de Protestantse Theologische Universiteit, die vestigingen heeft in Amsterdam en Groningen en waarvan ook het voormalig Evangelisch Luthers Seminarium en het Theologisch Seminarium te Doorn (Hydepark) deel uitmaakt. Gemeentelijk werkers kunnen met erkenning van de Bond worden aangesteld en hebben een hbo-opleiding. 

De Bond van Vrije Evangelische Gemeenten in Nederland en de synode van Protestantse Kerk in Nederland sloten in november 2007 een associatie, die in 2008 door de synode in tweede lezing definitief bekrachtigd werd. Met deze associatieovereenkomst spreken beide kerkgenootschappen uit dat zij een geloofs- en kerkgemeenschap willen vormen, omdat zij een wezenlijke overeenstemming kennen in hun belijden. Daarnaast bevat de overeenkomst afspraken over concretere vormen van samenwerking, zoals het verlenen van gastlidmaatschappen, gemeenschappelijke kerkdiensten, samenwerking en zelfs fusies van gemeenten. Ook is in de overeenkomst geregeld dat predikanten van beide kerk(gemeenschappen) werkzaamheden in elkaars gemeenten kunnen verrichten. De associatie-overeenkomst met de PKN wordt door de Bond beschouwd als een model-overeenkomst, die samenwerking met andere gemeenten en kerkgenootschappen niet uitsluit. De lokale gemeenten zijn daarin geheel vrij.
In de Beginselen uit 1888 staat: 'De aard onzer Vrije Christelijke Gemeenten is wel het best uit te drukken met de naam van de Vrije Hervormde Gemeenten en het doel met de naam van Zendingsgemeenten'.
Ook met andere kerken worden contacten onderhouden, bijvoorbeeld met de Baptisten in Nederland. De Unie van Baptistengemeenten in Nederland werd eveneens in 1881 opgericht, ten dele door het werk van leerlingen van De Liefde. In de jaren zestig is gesproken over samenwerking, maar deze gesprekken liepen op niets uit. Contacten tussen de Baptisten en de Federatie van VEG leidden in 2004 tot een gezamenlijke studiedag over het Congregationalisme.
De Bond van Vrije Evangelische Gemeente is aangesloten bij de Internationale Bond van Vrije Evangelische Gemeenten (International Federation of Free Evangelical Churches) en lid van de World Communion of Reformed Churches en de Raad van Kerken in Nederland.

## Gemeenten en ledenaantal

### Bond van Vrije Evangelische Gemeenten in Nederland
In 2022 waren bij de Bond 27 gemeenten aangesloten, verspreid over tien provincies (alleen in Noord-Brabant en Limburg zijn geen gemeenten): 
| - Bath - Bennekom - Beverwijk - Burgum - Bussum - Dordrecht - Elburg - Goes | - Gorinchem - Gouda - Harkema - Kampen - Leeuwarden - Meppel - Nieuwvliet c.a. | - Nijverdal - Nunspeet - Oostelijk Flevoland - Oude Bildtzijl - Rotterdam - Veendam - Wemeldinge | - Winschoten - Wormerveer - Yerseke - Zwolle. |

Op 1 januari 2020 heeft de VGKN van Harkema zich aangesloten bij de VEG.
De afgelopen vijftig jaar ziet de Bond zijn ledenaantal en het aantal gemeenten dalen. Deze daling is voor een deel te verklaren door secularisering en vergrijzing, waardoor gemeenten kleiner worden. In sommige gevallen leidt dit tot fusie en sommige gemeenten moeten de deuren sluiten. Daarnaast heeft het vertrek van gemeenten uit de Bond, m.n. naar de Federatie, een aandeel in deze daling.
| Jaar | Aantal gemeenten | Ledenaantal |
| ---- | ---------------- | ----------- |
| 1919 | 19               | 2.880       |
| 1928 | 22               | 3.582       |
| 1934 | 26               | 4.260       |
| 1941 | 30               | 5.281       |
| 1951 | 38               | 6.646       |
| 1961 | 43               | 8.064       |
| 1970 |                  | 8.650       |
| 1980 |                  | 7.691       |
| 1990 |                  | 7.239       |
| 2004 |                  | 6.200       |
| 2006 |                  | 5.717       |
| 2011 |                  | 5.698       |
| 2012 | 37               | 5.625       |
| 2013 | 35               | 4.837       |
| 2014 | 34               | 4.557       |
| 2015 | 33               | 4.478       |
| 2016 | 33               | 4.358       |
| 2017 | 33               | 4.241       |
| 2018 | 32               | 4.106       |
| 2019 | 32               | 3.980       |
| 2021 | 27               | 3.936       |
| 2022 | 27               | 3.882       |
| 2023 | 27               | 3.876       |

### Federatie van Vrije Evangelische Gemeenten
De Federatie is eind 2022 opgeheven. De aangesloten gemeenten gaan op zelfstandige voet verder.

### Voormalige gemeenten
Vrije Evangelische Gemeenten die in de loop der tijd zijn opgeheven (onvolledig):
- Deventer
- Amsterdam-West (tot 2005)
- Amersfoort (tot 2014), zie Appèlkerk
- Utrecht (tot 1 juli 2017)
- Apeldoorn (tot 1 januari 2019)
- Oude Pekela (tot 1 april 2019), zie Vrije Evangelische kerk (Oude Pekela)
- Velp (tot 14 april 2019)
- Enschede (tot juni 2019)
- Amsterdam (tot 29 september 2019)
- Den Haag (tot 27 oktober 2019)
- Franeker (tot 17 januari 2021)
- Veendam (tot 1 januari 2024)

### Doop
In de Bond van VEG is de kinderdoop gebruikelijk. In een aantal gemeenten is er ruimte voor een bevestigingsdoop. Op de Bondsvergaderingen in 2003 en 2009 is daarover gezamenlijk beraad gevoerd. Overigens was er binnen de Bond altijd ruimte voor leden die hun kinderen niet lieten dopen of die zich op volwassen leeftijd lieten dopen, omdat zij niet als kind gedoopt waren. Binnen de Federatie van VEG is er ruimte voor zowel de kinderdoop als de doop op geloof. Binnen de Internationale Bond van Vrije Evangelische Gemeenten wordt verschillend gedacht over de doop. De Evangelical Covenant Church in de Verenigde Staten kent net als de Nederlandse Bond de kinderdoop. Hier en daar wordt in deze Bond echter ook herdoopt. Andere Bonden, waaronder de Duitse erkennen alleen de doop op geloof als in overeenstemming met het Nieuwe Testament. In gemeenten waar de kinderdoop gebruikelijk was, voert men de geloofsdoop in, overigens met respect voor de gevoelens van degenen die als kind gedoopt werden. Gedoopte leden, die uit andere kerken overkomen, worden opnieuw gedoopt in de Duitse Bond. De Bond in Nederland erkent de doop van andere kerken en verlangt geen nieuwe doop. Reeds in zijn beginselen van 1879 en 1885/1888 sprak de Bond zich uit voor de kinderdoop. Deze doop was voor hem een manier om uit te drukken dat hij zich niet wilde isoleren van de bredere protestantse traditie in Nederland. In 2009 heeft de Bond zich opnieuw uitgesproken voor de traditie van de kinderdoop, maar tevens ruimte gelaten voor gemeenten, die een praktijk van doopbevestiging kennen. Deze nieuwere dooppraktijken mogen echter geen afbreuk doen aan de volwaardige erkenning van de kinderdoop. Op 31 mei 2012 heeft de Bond samen met acht andere kerkgenootschappen in Nederland een doopverklaring ondertekend. De verschillende kerken spreken daarin uit dat ze de doop van de andere kerk als legitiem erkennen.
In de Federatie is de dooptheologie anders dan bij reformatorische kerken. Men gelooft namelijk niet in de verbondsgedachte, terwijl men in de beginselen van de Bond uit 1885 zich daar wel bij aansloot. De Bond koos daarmee overigens niet voor de opvatting dat de doop in de plaats komt van de besnijdenis, maar beriep zich vooral op Handelingen 2:39 en benadrukte tegenover de baptisten uit die tijd, dat de belofte van God 'zowel onze kinderen als ons toekomt.’ Met de verbondsgedachte werd dit onderstreept. 

Doordat er steeds meer mensen voor de doop op geloof kiezen bij VEG in de Federatie is ook het opdragen van kinderen in sommige gemeente ingeburgerd, ook al noemt men het in sommige gemeenten anders (voorstellen).